# Курорты Крыма

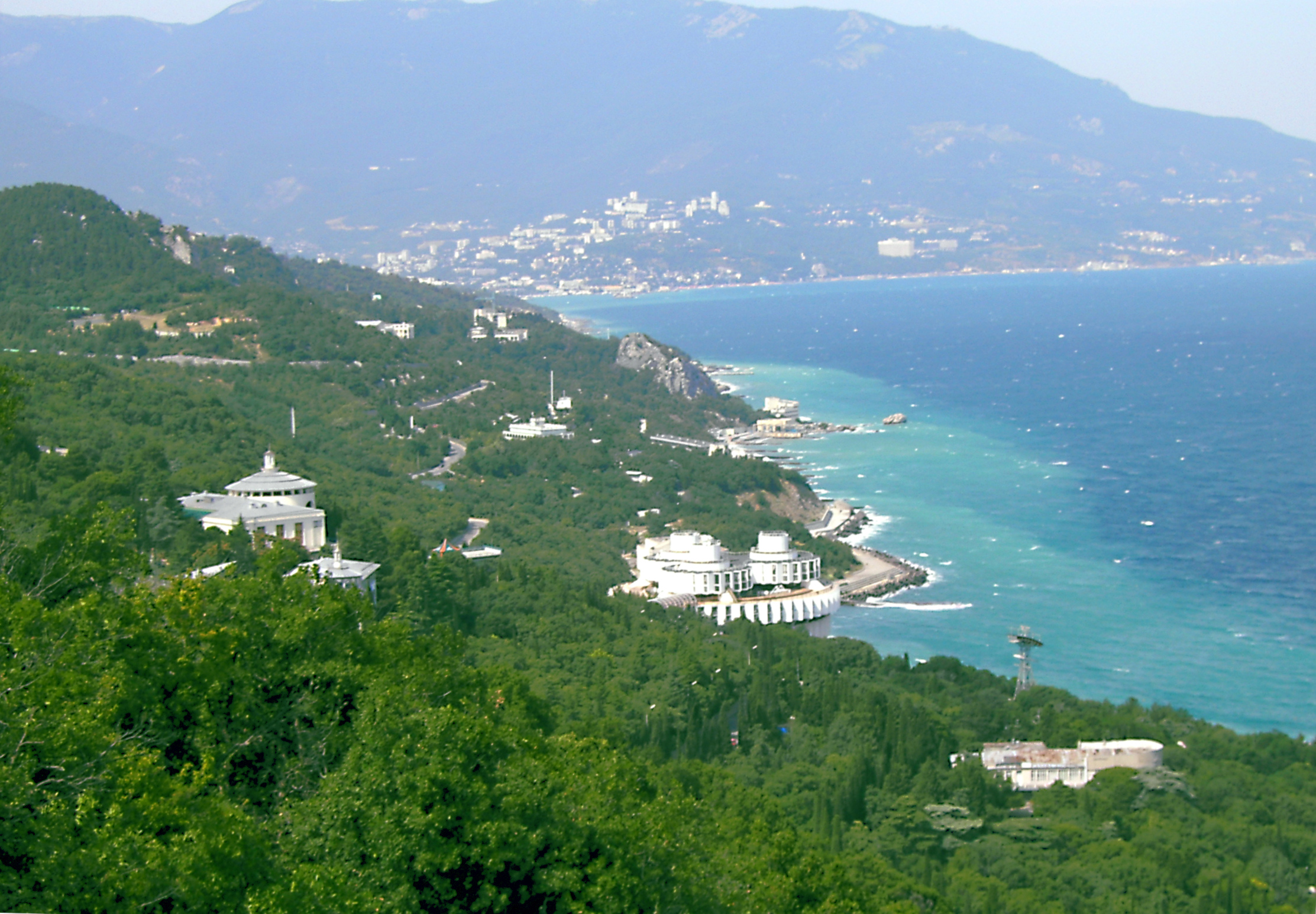
Курорт Ялта

Курорты Крыма — бренд, используемый для популяризации отдыха на Азовском и Черноморском побережьях Крымского полуострова. Развитием этого бренда занимается Министерство курортов и туризма Республики Крым, городские и поселковые власти курортных мест, частный бизнес.

## Общая характеристика курортной отрасли Крыма
В Крыму можно найти множество домов отдыха, санаториев (например, Санаторий Утёс), пансионатов, лагерей (например, Артек), различных гостиниц от самых простых до пятизвёздочных. Самые популярные места отдыха — Ялта и Алушта вместе со всем южным берегом Крыма (ЮБК), Феодосия, Судак, Евпатория. Севастополь — это одно из самых интересных экскурсионных мест, так как этот город неоднократно участвовал в различных войнах.[значимость факта?]

## Специализация курортных мест Крыма
- Алушта — климатический курорт, благоприятный для лечения заболеваний органов дыхания нетуберкулезного характера, сердечно-сосудистой и нервной систем.
- Евпатория — приморский климатический и бальнеогрязевой, преимущественно детский, курорт, один из лучших профильных курортов не только в России, но и в Европе.
- Канака — единственный курортный поселок в Крыму, образованный только пансионатами, минигостинницами и коттеджами.
- Коктебель — заболевания верхних дыхательных путей и центральной нервной системы.
- Саки — бальнеогрязевой и климатический курорт. Заболевания опорно-двигательного аппарата, нервной системы, урологические, кожные, ЛОР органов и бронхолегочной системы, сахарный диабет, гормональное бесплодие, гинекология.
- Судак — заболевания желудочно-кишечного тракта, верхних дыхательных путей, системы кровообращения и сердечно-сосудистой системы, гинекологические заболевания.
- Феодосия — желудочно-кишечные заболевания, заболевания эндокринной системы, патология органов дыхания, опорно-двигательного аппарата, заболевания зубов и слизистой полости рта, гинекология.
- Ялта — курорт для лечения больных с неспецифичными заболеваниями дыхательной и нервной системы.

## Объекты туристической инфраструктуры имеющие международное признание
В 2017 году международный экологический сертификат «Голубой флаг» получил единственный пляж полуострова - Массандровский пляж.  Для сравнения в Испании их насчитывается 579, в Греции - 485 пляжей, во Франции - 390 пляжей.